# Noël Wells
Noël Kristi Wells (San Antonio, Texas, 23 de diciembre de 1986) es una actriz y comediante estadounidense. Wells es una de los 6 nuevos actores recurrentes de la temporada 39 de Saturday Night Live, el cual se estrenó el 28 de septiembre de 2013.

## Primeros años
Wells nació en San Antonio, Texas. Asistió a Memorial High School en Victoria, Texas, donde participó activamente en debates y discursos y se graduó como salutatorian. Se graduó de UT Austin en 2010 con grados en Plan II Honors y Radio-TV-Film. Mientras asistía a la universidad fue parte del reparto de Esther’s Follies, un musical satírico de la ciudad de Austin, allí ella realizaba sketches y era asistente de un mago. Dice que sus padres la llamaron Noël porque nació dos días antes de Navidad.

## Carrera
En 2010, Wells se mudó a Los Ángeles y asistió a Upright Citizens Brigade Theatre, con el sketch “New Money”. Apareció numerosas veces en Chaked.com y videos de CollegeHumor. También es conocida por los sketch subidos a YouTube que en total lograron más de 11 millones de visitas. El 2013 fue invitada a “The AntiBats!”, logrando que el episodio fuera nominado para un Premio Emmy. Apareció en la película independiente “Forev” en 2013, que fue presentado en el Festival de Películas de Los Ángeles.

### Saturday Night Live
Wells se unió a Saturday Night Live en su temporada 39 (2013-2014), como actriz recurrente, en la misma temporada se unieron sus compañeros de UCB.

#### Imitaciones en SNL
- Britney Spears
- Gwyneth Paltrow
- Kristen Stewart
- Emma Stone
- Kendall Jenner
- Dominique Rinderknecht, Miss Suiza 2013
- Lena Dunham como Hannah Horvath de la serie Girls
- Alyson Hannigan
- Zooey Deschanel
- Nancy Grace

### Redes sociales
- Noël Wells en X (antes Twitter)
- Sitio web
- Blog
- Tumblr
- Flickr
- YouTube

- Datos: Q16231614
- Multimedia: Noël Wells / Q16231614